# Daniel Franck
Daniel Franck (n. 9 decembrie 1974, Lørenskog, Akershus, Norvegia) este un sportiv ce a reprezentat Norvegia, medaliat olimpic. A participat la 3 ediții ale Jocurilor Olimpice (1998, 2002, 2006) în care a câștigat o medalie de argint.